# Mode de défaillance
Le mode de défaillance est la forme observable du dysfonctionnement d’un produit ou d’une opération du système étudié. Il sert de base de travail dans l'élaboration d'une analyse de type AMDEC

## Caractéristiques
Un mode de défaillance doit répondre aux caractéristiques suivantes :
- Il est relatif à la fonction étudiée.
- Il décrit la manière dont le système ne remplit plus sa fonction.
- Il s'exprime en termes techniques précis (court-circuit…)

## Liste des modes génériques
Il existe 5 modes génériques de défaillance :
- perte de la fonction
- fonctionnement intempestif
- démarrage impossible
- arrêt impossible
- fonctionnement dégradé